# Alte Kirche (Dädesjö)

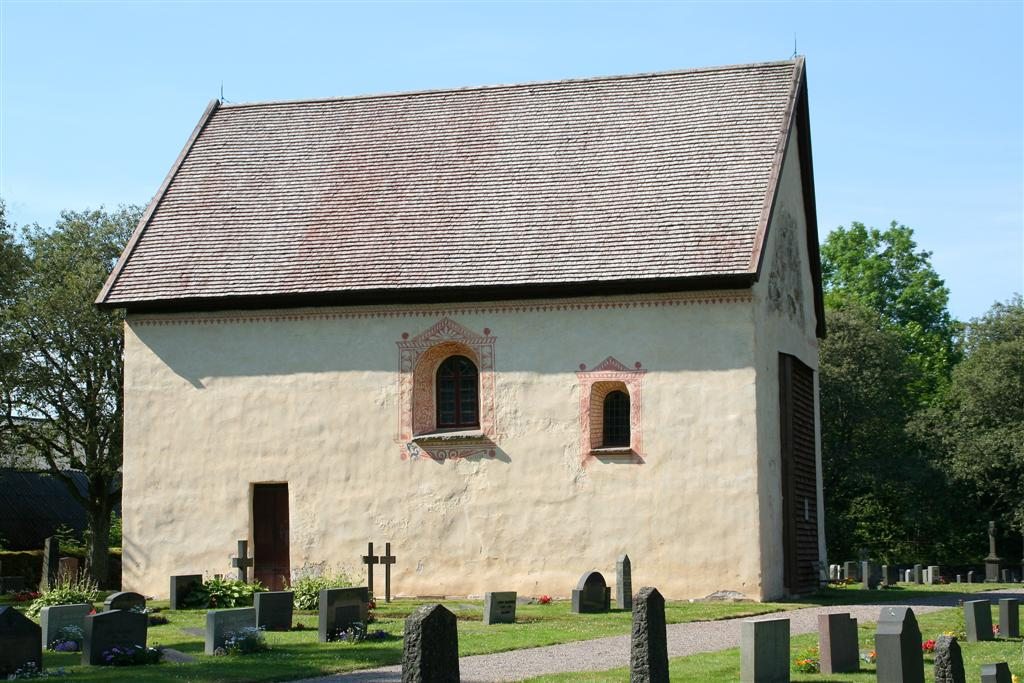
Außenansicht der Kirche

Die Alte Kirche in Dädesjö (schwedisch Dädesjö gamla kyrka) ist eine unvollständig erhaltene romanische Kirche in der Gemeinde Växjö in der historischen Provinz Småland in Schweden. Die Kirche ist für ihre spätromanische bemalte Holzdecke (um 1260) bekannt, die mit den Decken in St. Michael (Hildesheim), St. Martin (Zillis) und in der Kathedrale von Peterborough ein hervorragendes Denkmal bemalter Holzdecken aus dieser Zeit bildet.

## Geschichte
Nach der Errichtung der neuen Kirche wurde die alte Kirche seit 1794 als Lagerhaus genutzt. 1906 wurde sie in Staatseigentum überführt. Eine umfassende Restaurierung des Gebäudes erfolgte von 1938 bis 1941. Die Kirche wird vom Riksantikvarieämbetet unterhalten, steht aber noch für Gottesdienste der evangelisch-lutherischen Kirchengemeinde zur Verfügung.

## Anlage und Ausstattung

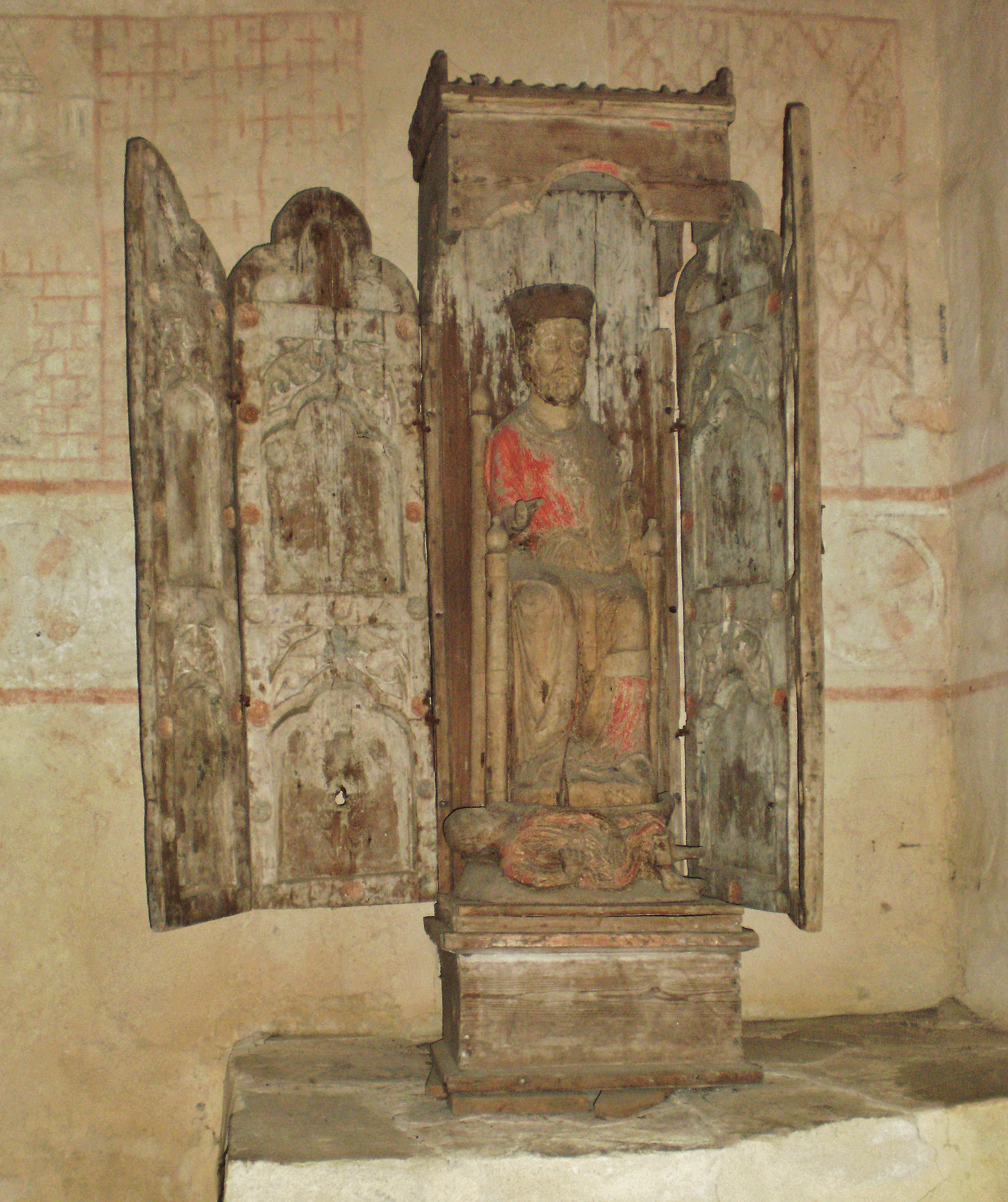
St.-Olafs-Statue

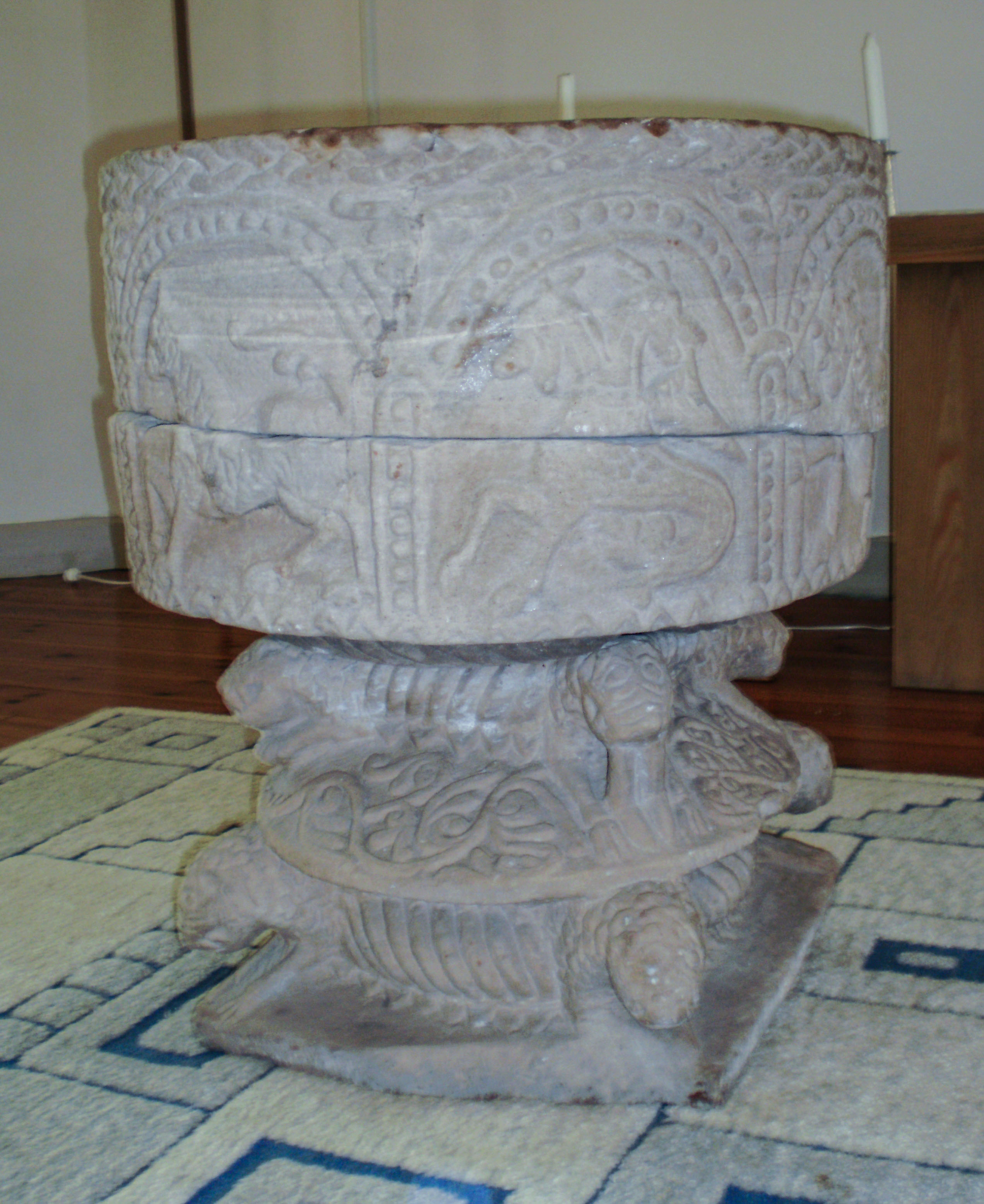
Tauffünte in der neuen Kirche

Von dem aus lokalem Bruchstein wohl im 12. oder 13. Jahrhundert errichteten Bau ist lediglich das Mittelschiff erhalten (Innenmaße 11 × 7,5 m). Chor und Apsis wurden nach Errichtung der neuen Kirche 1793/94 abgebrochen. Die Wandfresken, darunter König Knut (es ist unklar welcher) und kämpfende Löwen, sind unter dem Triumphbogen am besten erhalten.
Die Kirche besitzt eine Marienstatue aus dem späten 13. Jahrhundert und eine Figur des Heiligen Olaf aus der ersten Hälfte des 13. Jahrhunderts (der Soldat zu Füßen des Heiligen ist spätere Zutat). Die Tauffünte aus Sandstein aus der Zeit um 1200 mit einer in Småland nicht ungewöhnlichen Fabeltiergruppe ist in die neue Kirche gelangt.

## Holzdecke

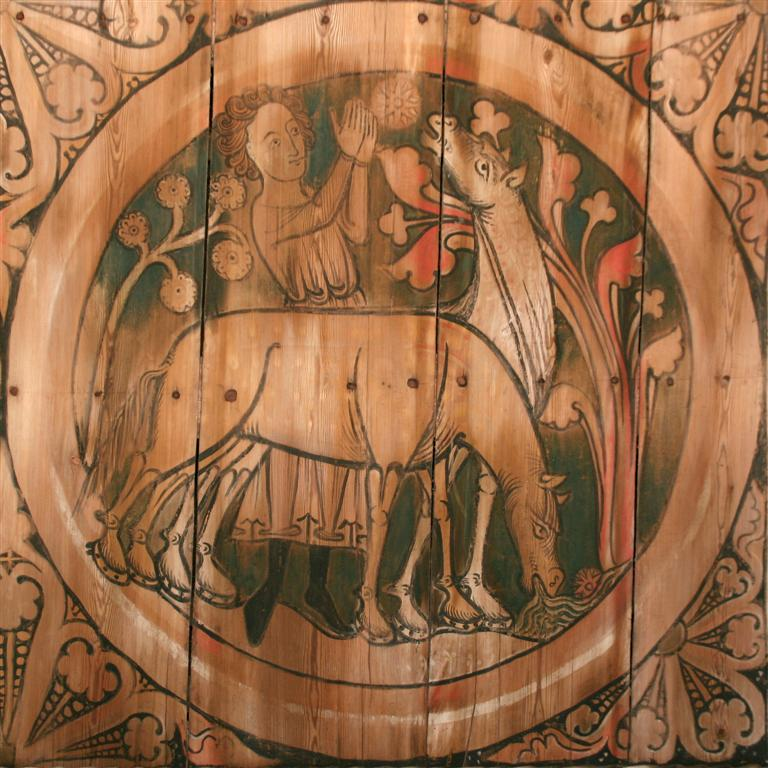
Teil der Holzdecke

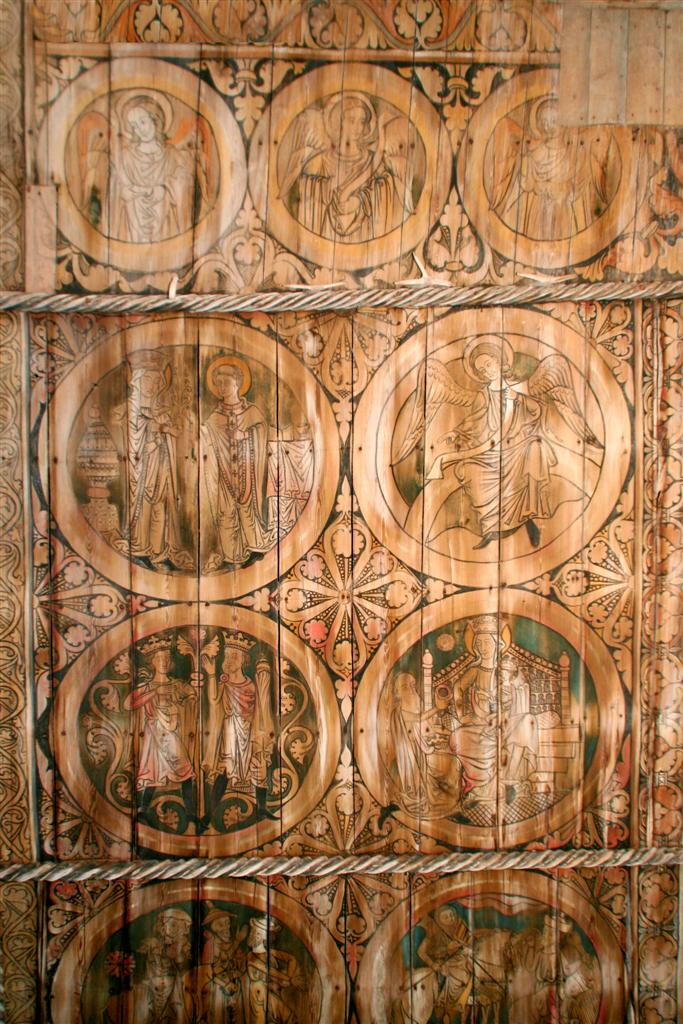
Ausschnitt der Holzdecke

Die Holzdecke besteht aus auf die Binder aufgenagelten Nadelholzbrettern. Die durch Schäden am Dach ausgewaschenen figürlichen Darstellungen sind jeweils in vier Feldern nebeneinander angeordnet, im Westen in sechs Feldern. Die westlichen Felder zeigen sechs Engel mit Schriftbändern. Die übrigen 24 Felder zeigen in den Ecken die Evangelisten, zwischen Matthäus und Lukas König David und Abraham. In der folgenden Reihe ist die Verkündigung zu sehen, dazu Maria und Elisabeth, der Traum Josefs und die Geburt Jesu. Die dritte Reihe zeigt die Verkündigung an die Hirten und drei Szenen mit dem hl. Stephanus, darunter das Wunder des gekochten Hahns. In der vierten Reihe zwei Felder mit dem bethlehemitischen Kindermord und zwei Szenen der Flucht nach Ägypten. Die fünfte Reihe zeigt die Heiligen Drei Könige und die Anbetung des Kindes. In der sechsten Reihe die Evangelisten Markus und Johannes und der Tempelgang Mariens.